# Le Testament du docteur Cordelier
Le Testament du docteur Cordelier is een Franse horrorfilm uit 1959 onder regie van Jean Renoir. Het scenario is gebaseerd op de roman The Strange Case of Dr. Jekyll and Mr. Hyde (1886) van de Schotse auteur Robert Louis Stevenson.

## Verhaal
Een psychiater heeft een patiënt in zijn testament opgenomen, die een eigen huisje bezit achter diens praktijkwoning. Eigenlijk is de patiënt een ontsnapte gevangene. In zijn onderzoek naar het Kwaad heeft de psychiater een serum ontwikkeld, waarvan hij de gevolgen niet kan overzien.

## Rolverdeling
| Acteur              | Personage                   |
| ------------------- | --------------------------- |
| Jean-Louis Barrault | Dr. Cordelier / Opale       |
| Teddy Bilis         | Meester Joly                |
| Sylviane Margollé   | Jong meisje                 |
| Jean Bertho         | Voorbijganger               |
| Jacques Ciron       | Voorbijganger               |
| Annick Allières     | Buurvrouw                   |
| Dominique Dangon    | Moeder van het jonge meisje |
| Jean Topart         | Désiré                      |
| Michel Vitold       | Dokter Séverin              |
| Micheline Gary      | Marguerite                  |
| Jacques Danoville   | Commissaris Lardaut         |
| André Certes        | Inspecteur Salbris          |
| Jean-Pierre Granval | Hoteleigenaar               |
| Céline Sales        | Meisje                      |
| Jacqueline Morane   | Alberte                     |